# Nemosiinae
Nemosiinae (Танагричні) — підродина горобцеподібних птахів родини саякових (Thraupidae), що включає 4 роди і 5 видів. Представники цієї підродини поширені в Південній Америці, від Венесуели до північної Аргентини.

## Опис
Представники підродини Nemosiinae мають яскраве, статево диморфне оперення. Ця група складається з, як видавалося раніше, розрізнених таксонів, взаємовідношення між якими протягом десятиліть кидали виклик орнітологам. Зокрема, це виражається в тому, що 3 з 4 родів підродини є монотиповими. Незважаючи на це, танагричним притаманні деякі спільні риси в оперенні. Зокрема, три види (Sericossypha albocristata, Compsothraupis loricata і Nemosia rourei) мають червону пляму на горлі, 4 види (S. albocristata, Cyanicterus cyanicterus, N. rourei і Nemosia pileata) мають блакитнувае забарвлення, S. albocristata і деякі особини N.rourei мають білу пляму на тімені. крім того, більшість видів підродини Nemosiinae зустрічаються великими моновидовими зграями.

## Таксономія
До проведення молекулярно-філогенетичних досліджень споріденість між представниками підродини танагричних не передбачалася. Однак, дослідження 2013 і 2014 років підтвердили монофілітичність цієї підродини. Вони показали, що S. albocristata і C. loricata є сестринськими видами, що ця пара є спорідненою з C. cyanicterus, а сформована ними клада є споріднена з родом Nemosia. Науковці запропонували об'єднати ці 4 роди у відновлену підродину Nemosiinae, введену Шарлем Люсьєном Бонапартом у 1854 році під назвою Nemosieae, з Nemosia в якості типового роду.

## Роди
- Танагрець (Nemosia) — 2 види
- Ультрамаринова танагра (Cyanicterus) — 1 вид (рід монотиповий)
- Білоголовий тангар (Sericossypha) — 1 вид (рід монотиповий)
- Червоногорлий тангар (Compsothraupis) — 1 вид (рід монотиповий)